# Heteropterna abdominalis
Heteropterna abdominalis är en tvåvingeart som beskrevs av Lane 1948. Heteropterna abdominalis ingår i släktet Heteropterna och familjen platthornsmyggor. Inga underarter finns listade i Catalogue of Life.